# Pachybathron kienerianum
Pachybathron kienerianum is een slakkensoort uit de familie van de Cystiscidae. De wetenschappelijke naam van de soort is voor het eerst geldig gepubliceerd in 1838 door Petit de la Saussaye.